# Чарнвуд
Чарнвуд (англ. Charnwood) — неметрополитенский район (англ. Non-metropolitan district) со статусом боро в графстве Лестершир (Англия). Административный центр — город Лафборо.

## География
Район расположен в северной части графства Лестершир, граничит с графством Нортгемптоншир.

## Состав
В состав района входят 3 города:
- Лафборо
- Систон (англ.)
- Шепшед (англ.)

и 35 общины (англ. Civil parish).